# Howden Ganley
Howden Ganley, novozelandski dirkač Formule 1, * 24. december 1941, Hamilton, Nova Zelandija.
Howden Ganley je bivši novozelandski dirkač Formule 1. Debitiral je v sezoni 1971 in na Veliki nagradi Italije je s petim mestom osvojil svoje prve prvenstvene točke. Na zadnji dirki sezone za Veliko nagrado ZDA je dosegel četrto mesto, ker je njegov najboljši rezultat v karieri, ki ga je ponovil še na Veliki nagradi Nemčije v sezoni 1972, ko je dosegel še šesto mesto na Veliki nagradi Avstrije. V sezoni 1973 je dosegel eno šesto mesto na Veliki nagradi Kanade, v sezoni 1974 pa se na štirih dirkah višje kot na osmo mesto ni uvrstil. Štiri dirke pred koncem sezone se je upokojil.

## Popolni rezultati Formule 1
(legenda) (odebeljene dirke pomenijo najboljši štartni položaj, poševne pa najhitrejši krog, †-uvrščen kljub odstopu)
| Leto | Moštvo                     | Šasija            | Motor                    | 1       | 2       | 3       | 4       | 5       | 6       | 7       | 8       | 9     | 10      | 11      | 12      | 13     | 14    | 15     | Prv | Toč |
| ---- | -------------------------- | ----------------- | ------------------------ | ------- | ------- | ------- | ------- | ------- | ------- | ------- | ------- | ----- | ------- | ------- | ------- | ------ | ----- | ------ | --- | --- |
| 1971 | Yardley Team BRM           | BRM P153          | BRM P142 3.0 V12         | JAR Ret | ŠPA 10  | MON DNQ | NIZ 7   | FRA 10  | VB 8    | NEM Ret |         |       |         |         |         |        |       |        | 15. | 5   |
| 1971 | Yardley Team BRM           | BRM P160          | BRM P142 3.0 V12         |         |         |         |         |         |         |         | AVT Ret | ITA 5 | KAN DNS | ZDA 4   |         |        |       |        | 15. | 5   |
| 1972 | Marlboro BRM               | BRM P160B         | BRM P142 3.0 V12         | ARG 9   | JAR NC  | ŠPA Ret |         | BEL 8   | FRA DNS |         |         |       |         |         |         |        |       |        | 13. | 4   |
| 1972 | Marlboro BRM               | BRM P180          | BRM P142 3.0 V12         |         |         |         | MON Ret |         |         |         |         |       |         |         |         |        |       |        | 13. | 4   |
| 1972 | Marlboro BRM               | BRM P160C         | BRM P142 3.0 V12         |         |         |         |         |         |         | VB      | NEM 4   | AVT 6 | ITA 11  | KAN 10  | ZDA Ret |        |       |        | 13. | 4   |
| 1973 | Frank Williams Racing Cars | Iso–Marlboro FX3B | Ford Cosworth DFV 3.0 V8 | ARG NC  | BRA 7   | JAR 10  |         |         |         |         |         |       |         |         |         |        |       |        | 19. | 1   |
| 1973 | Frank Williams Racing Cars | Iso–Marlboro IR   | Ford Cosworth DFV 3.0 V8 |         |         |         | ŠPA Ret | BEL Ret | MON Ret | ŠVE 11  | FRA 14  | VB 9  | NIZ 9   | NEM DNS | AVT NC  | ITA NC | KAN 6 | ZDA 12 | 19. | 1   |
| 1974 | March Engineering          | March 741         | Ford Cosworth DFV 3.0 V8 | ARG 8   | BRA Ret | JAR     | ŠPA     | BEL     | MON     | ŠVE     | NIZ     | FRA   |         |         |         |        |       |        | -   | 0   |
| 1974 | Maki Engineering           | Maki F101         | Ford Cosworth DFV 3.0 V8 |         |         |         |         |         |         |         |         |       | VB DNQ  | NEM DNQ | AVT     | ITA    | KAN   | ZDA    | -   | 0   |